# تایر رابینسون
تایر رابینسون (انگلیسی: Tyrell Robinson؛ زادهٔ ۱۶ سپتامبر ۱۹۹۷) بازیکن فوتبال است.
از باشگاه‌هایی که در آن بازی کرده‌است می‌توان به باشگاه فوتبال آرسنال اشاره کرد.